# Vláda Ignacyho Jana Paderewského
Vláda Ignacyho Jana Paderewského byla druhou vládou Druhé Polské republiky pod vedením  Ignacyho Jana Paderewského. Kabinet byl jmenován šéfem státu Józefem Piłsudským po demisi předchozí vlády Jędrzeje Moraczewského 16. ledna 1919. Vláda podala demisi 9. prosince 1919.

## Složení vlády
| Portfej                                                | Ministr / člen vlády         | Strana     | Nástup do úřadu   | Odchod z úřadu    |
| ------------------------------------------------------ | ---------------------------- | ---------- | ----------------- | ----------------- |
| Předseda vlády                                         | Ignacy Jan Paderewski        | nestraník  | 16. ledna 1919    | 9. prosince 1919  |
| Ministr zásobování                                     | Antoni Mińkiewicz            | nestraník  | 16. ledna 1919    | 30. září 1919     |
| Ministr zásobování                                     | Teodor Sobański              | nestraník  | 30. září 1919     | 5. listopadu 1919 |
| Ministr zásobování                                     | Stanisław Śliwiński          | ZLN        | 5. listopadu 1919 | 9. prosince 1919  |
| Ministr komunikací Ministr železnic (od 8. února 1919) | Julian Eberhardt (úřadující) | nestraník  | 16. ledna 1919    | 9. prosince 1919  |
| Ministr kultury a umění                                | Zenon Przesmycki             | nestraník  | 16. ledna 1919    | 9. prosince 1919  |
| Ministr pošt a telegrafů                               | Hubert Linde                 | nestraník  | 16. ledna 1919    | 9. prosince 1919  |
| Ministr práce a sociální péče                          | Jerzy Iwanowski              | PPS        | 16. ledna 1919    | 9. prosince 1919  |
| Ministr průmyslu a obchodu                             | Kazimierz Hącia              | nestraník  | 16. ledna 1919    | 12. srpna 1919    |
| Ministr průmyslu a obchodu                             | Ignacy Szczeniowski          | nestraník  | 12. srpna 1919    | 9. prosince 1919  |
| Ministr veřejných prací                                | Józef Pruchnik               | PSL Lewica | 16. ledna 1919    | 31. srpna 1919    |
| Ministr veřejných prací                                | Tadeusz Jasionowski          | nestraník  | 31. srpna 1919    | 9. prosince 1919  |
| Ministr zemědělství                                    | Stanisław Janicki            | nestraník  | 16. ledna 1919    | 9. prosince 1919  |
| Ministr státního pokladu                               | Józef Englich                | nestraník  | 16. ledna 1919    | 4. dubna 1919     |
| Ministr státního pokladu                               | Stanisław Karpiński          | nestraník  | 4. dubna 1919     | 31. srpna 1919    |
| Ministr státního pokladu                               | Leon Biliński                | SPK        | 31. srpna 1919    | 9. prosince 1919  |
| Ministr vnitra                                         | Stanisław Wojciechowski      | nestraník  | 16. ledna 1919    | 9. prosince 1919  |
| Ministr vojenství                                      | Jan Wroczyński (úřadující)   | nestraník  | 16. ledna 1919    | 27. února 1919    |
| Ministr vojenství                                      | Józef Leśniewski             | nestraník  | 27. února 1919    | 9. prosince 1919  |
| Ministr zahraničí                                      | Ignacy Jan Paderewski        | nestraník  | 16. ledna 1919    | 9. prosince 1919  |
| Ministr spravedlnosti                                  | Leon Supiński                | ZD         | 16. ledna 1919    | 2. září 1919      |
| Ministr spravedlnosti                                  | Bronisław Sobolewski         | nestraník  | 2. září 1919      | 9. prosince 1919  |
| Ministr náboženství a veřejného vzdělávání             | Jan Łukasiewicz              | ZLN        | 16. ledna 1919    | 9. prosince 1919  |
| Ministr veřejného zdraví                               | Tomasz Janiszewski           | nestraník  | 16. ledna 1919    | 9. prosince 1919  |
| Ministr pro záležitosti dřívějšího pruského záboru     | Władysław Seyda              | ZLN        | 16. ledna 1919    | 9. prosince 1919  |